# Gerrisella
Gerrisella is een geslacht van wantsen uit de familie van de Gerridae (schaatsenrijders). Het geslacht werd voor het eerst wetenschappelijk beschreven door Raymond Alfred Poisson in 1940.

## Soorten
Het genus is monotypisch en bevat de volgende soort:

- Gerrisella settembrinoi (Poisson, 1940)